# Schädlichsberg
Der Schädlichsberg ist ein Ortsteil der im westlichsten Zipfel des sächsischen Erzgebirges gelegenen Gemeinde Schönheide (Erzgebirgskreis).

## Geografische Lage
Der Ortsteil liegt im Wesentlichen auf der nach Nordosten abfallenden Schulter des Berges Knock (725,5 m ü. NHN) zwischen dem Tal des Schönheider Dorfbaches und dem des Filzbaches sowie dem der Zwickauer Mulde. Auf dieser Schulter gibt es nahe am Gipfel eine „Drachenfels“ genannte Felsformation. Nach der Naturraumkarte von Sachsen liegt das Gebiet in der Mesogeochore „Schönheider Hochflächen“ und gehört zur Mikrogeochore „Schönheider Kuppengebiet“. Das Natura-2000-Gebiet Bergwiesen um Schönheide und Stützengrün gehört mit seinem Teilgebiet 7 „Schädlichberg“ zum Ortsteil. Der Berg „Vogelherd“ (636,4 m ü. NHN), von Autor Ernst Flath, der eine etwa 1909 erschienene Geschichte Schönheides verfasste, noch als „Schädlichsberg“ bezeichnet, wurde in der Mitte des 20. Jahrhunderts entwaldet, im beginnenden 21. Jahrhundert ist er von einigen Bäumen bestanden. Einige Meter entfernt liegt in ostsüdöstlicher Richtung ein trigonometrischer Bodenpunkt in einer Höhe von 629,4 m ü. NHN. Nordöstlich schließt sich an den Ortsteil der „Herrenwald“ an, über den eine 110-kV-Stromleitung verläuft. Er fällt in seinem östlichen Bereich steil in das Tal des Filzbaches ab.
Durch den Ortsteil Schädlichsberg verlief bis 1948 die Grenze zwischen Schönheide und Schönheiderhammer, als letztere Gemeinde zum 1. Juli mit Schönheide „zusammengeschlossen“ wurde (Gesetz über den Zusammenschluss der Gemeinden Schönheide, Schönheiderhammer und Neuheide – Landkreis Aue – vom 29. April 1949). Dieses erst 1949 beschlossene Gesetz trat rückwirkend in Kraft.

## Name
Den ersten Teil der Bezeichnung Schädlichsberg hält der Autor Ernst Flath, der eine etwa 1909 erschienene Geschichte Schönheides verfasste, für den Namen des ersten Siedlers in diesem Ortsteil. Im Asterschen Kartenwerk wird 1792 der Begriff Schädlichsberg nicht verwendet. Albert Schiffner zählt in Band 18 des Schumannschen Lexikons den „Schedlichsberg“ zu den abgesonderten Häusergruppen Schönheides, er läge südwärts überm Niederdorf und sei zusammengebaut mit dem kleinen Hammervorwerk nebst vier zugehörigen Häusern. In einem Ortsverzeichnis von 1837 wird die Bezeichnung „Schedlichsberg“ verwendet und erläutert: „Ortstheil ... zu Schönheide gehörig und eine abgesonderte Häusergruppe bildend“. Zur Zahl der Wohngebäude und Einwohner finden sich keine Angaben. Albert Schiffner berichtet in seinem 1839 erschienenen Handbuch über Sachsen, der „Schedlichsberg“ liege „südlich überm Niederdorfe, beim Vorwerke des Hammers“. Etwa 1848 erwähnt Albert Schiffner in seinem Werk „Führer im Muldenthale“, zu Schönheide gehörten auch „Häuser-Gruppen, die sich in den Nebenschluchten und auf den Höhen verstreuen“. Dazu gehöre auch der Ortsteil „Schedlichsberg“, „mit welchem die zum Hüttenwerke gehörigen Häuser sich verketten“. Das Ortsverzeichnis für Sachsen von 1862 erwähnt den Schädlichsberg als zu Schönheide gehörend, macht aber keine näheren Angaben. Auch das Vollständigste Geographisch-Topographisch-Statistische Orts-Lexicon von Deutschland von 1868 gibt an, der Schädlichsberg sei ein „Ortstheil“ von Schönheide.
Nach dem Adressbuch für 1896 kam in Schönheide der Name „Schädlich“ 71fach vor und zusätzlich einmal in der Form „Schedlich“, nach dem Adressbuch von 1913 56fach, nach dem von 1926 nicht weniger als 87fach und nach dem von 1930 zusammen mit Schönheiderhammer und Neuheide 93fach.

## Geschichte

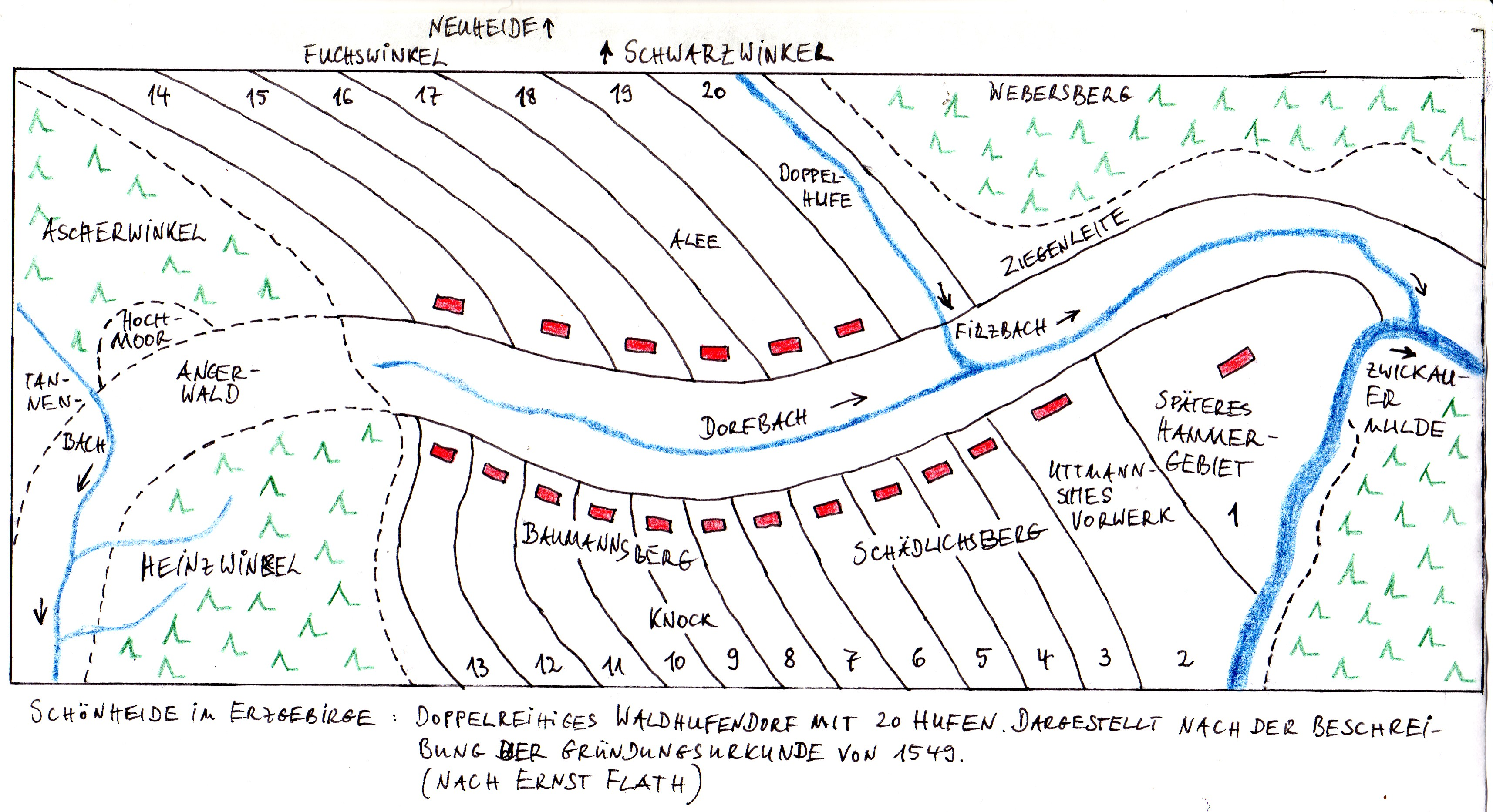
Der Ortsteil Schädlichsberg war bei der Erstbesiedlung in Hufen eingeteilt.

Der Siedlungsbeginn von Schönheide wird auf 1537 datiert. In der Gründungsurkunde für Schönheide, dem sogenannten Befreiungsbrief vom 20. März 1549jul. des Balthasar Friedrich Edler von der Planitz, wird die Lage der Doppel-Hufen als einerseits vom Dorfbach nördlich bis zum Filzbach und andererseits südlich bis zur Zwickauer Mulde reichend beschrieben. Die zwanzig Hufen der Gründungsphase reichten vom östlichen Dorfrand bis etwa zum Quellbereich des Dorfbachs. Der Ortsteil Schädlichsberg war von Anfang an Teil der Erstbesiedlung. Der Berg Vogelherd wird in der Gründungsurkunde als „Vogelheerdt“ erwähnt.
Das Uttmannsche Vorwerk lag in diesem heutigen Ortsteil. Es bestand schon beim Verkauf von Schönheide durch die Erben des Balthasar Friedrich Edler von der Planitz am 24. Dezember 1563 an Kurfürst August und wird in dem Kaufvertrag erwähnt:
Das neu angerichte Forwergk mit dem Hauße dor Innen und allen andern gebeuden in solchem Dorff mit Scheunen, Stellen unnd allem was dem Forwergk sonsten anhengig und den wassergraben darumb, mit allen gebeuden, sambt allen Feldern und darzu gehörigen Wiesenwachs, Darzu ongeferlich noch Dreißigk Scheffel Felds gehörigk, mit der Vihe Zucht und allen anderen nutzungen der keinerlei ausgeschloßen, Und sollen unsere mündlein, Vettern und Sehne das Rindt Vihe unnd alle heurige Fütterung Ihn solchem Forwerge laßen, und das Rindtvihe, wie es durch unverdechtige geachtet, in der abtretung nach wirden bezahlt nehmen, Die Heufütterung aber, so noch in den Welden oder Scheunen vorhanden, und zuvorn Zu diesem Forwerge nicht gebraucht wordenn, sol in das gut Goltzsch volgen.
Die Gebäude des Vorwerks brannten im Jahr 1863 ab. Das Feuer wurde durch einen Brandstifter hervorgerufen, der ermittelt und wegen mehrerer Brandstiftungen verurteilt wurde.

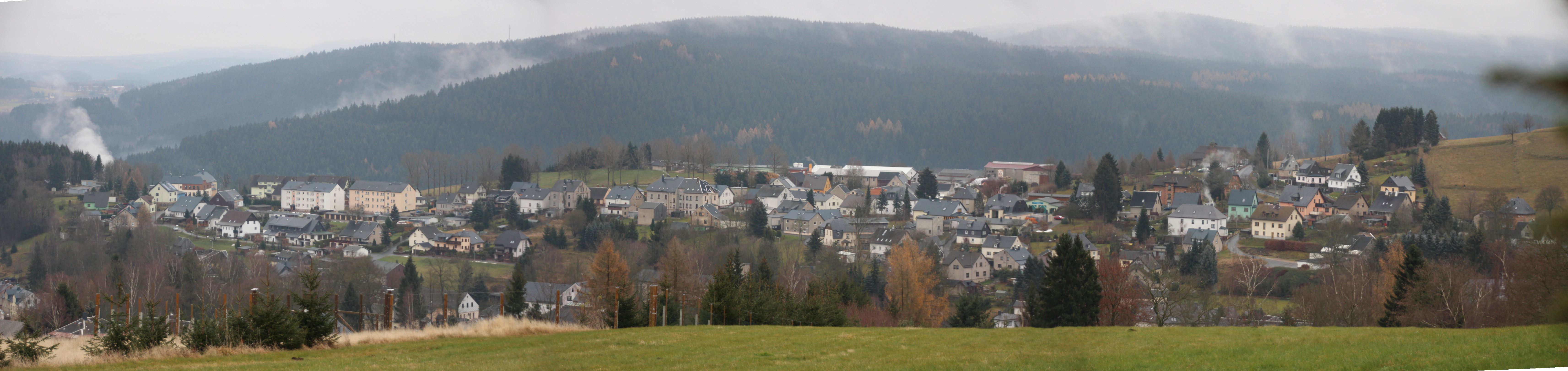
Der Ortsteil Schädlichsberg vom Berg Allee aus, im Hintergrund die Wälder über dem Tal der Zwickauer Mulde mit dem Auersberg

Die früher nur aus wenigen Gebäuden bestehende Häuserreihe Buchhöhe ist durch die näher gerückte Bebauung vom Ortsteil Schädlichsberg ganz umgeben. Früher stand diese Häuserreihe oberhalb des Filzbachtales getrennt von der übrigen Bebauung und gehörte zu Schönheiderhammer. Sie wird umgangssprachlich „Juchhöh“, erzgebirgisch „Guchheh“, genannt.
Bis fast zur Mitte des 19. Jahrhunderts führte die Straße von Eibenstock in das Vogtland nicht durch das Tal des Filzbaches und des Schönheider Dorfbaches. Sie verlief von Schönheiderhammer einen steilen Anstieg, heute noch „Hammerberg“ genannt, hinauf zum heutigen Ortsteil Schädlichsberg, durch diesen in westsüdwestlicher Richtung am Nordhang des Berges Knock entlang, am Alten Friedhof vorbei, stieg dann weiter an, folgte zunächst dem Fichtigweg und dann dem in der Asterschen Landkarte „alte Straße“ genannten Weg in Richtung Vogtland. Damit Pferdefuhrwerke mit ihren Lasten den Anstieg aus dem Tal der Zwickauer Mulde bewältigen konnten, gab es in Schönheiderhammer Fuhrleute, die mit ihren Pferden im Vorspann halfen. Von dem nur gut 540 m hoch gelegenen Schönheiderhammer konnte auf diese Weise auf kurzer Strecke die Höhe von um 615 m am Beginn des Ortsteils Schädlichsberg erreicht werden.
Im Jahr 1898 wurde an der heutigen Straße der Einheit ein kleines Krankenhaus eröffnet, für dessen Bau der in München erfolgreiche, aus Schönheide stammende Maler Adolf Wilhelm Porst der Gemeinde Schönheide 15.000 Mark vermacht hatte. Dieses Krankenhaus bestand bis weit ins 20. Jahrhundert hinein. Seine beiden Gebäude werden heute als Wohnhäuser genutzt.
Der Gründung einer Zuchtbullengenossenschaft in Schönheide im Jahr 1888 folgte 1908, zwei Jahre nach Inkrafttreten des Viehzuchtgesetztes in Sachsen, die Vereinigung von Rinderhaltern der Orte Schönheide, Schönheiderhammer und Neuheide, die drei Bullen der Rasse Simmentaler Fleckvieh gemeinsam halten wollte. Eine Bullenstation gab es eine im Ortsteil Schädlichsberg, eine weitere bei der Roten Mühle und eine in Schönheides Ortsmitte.

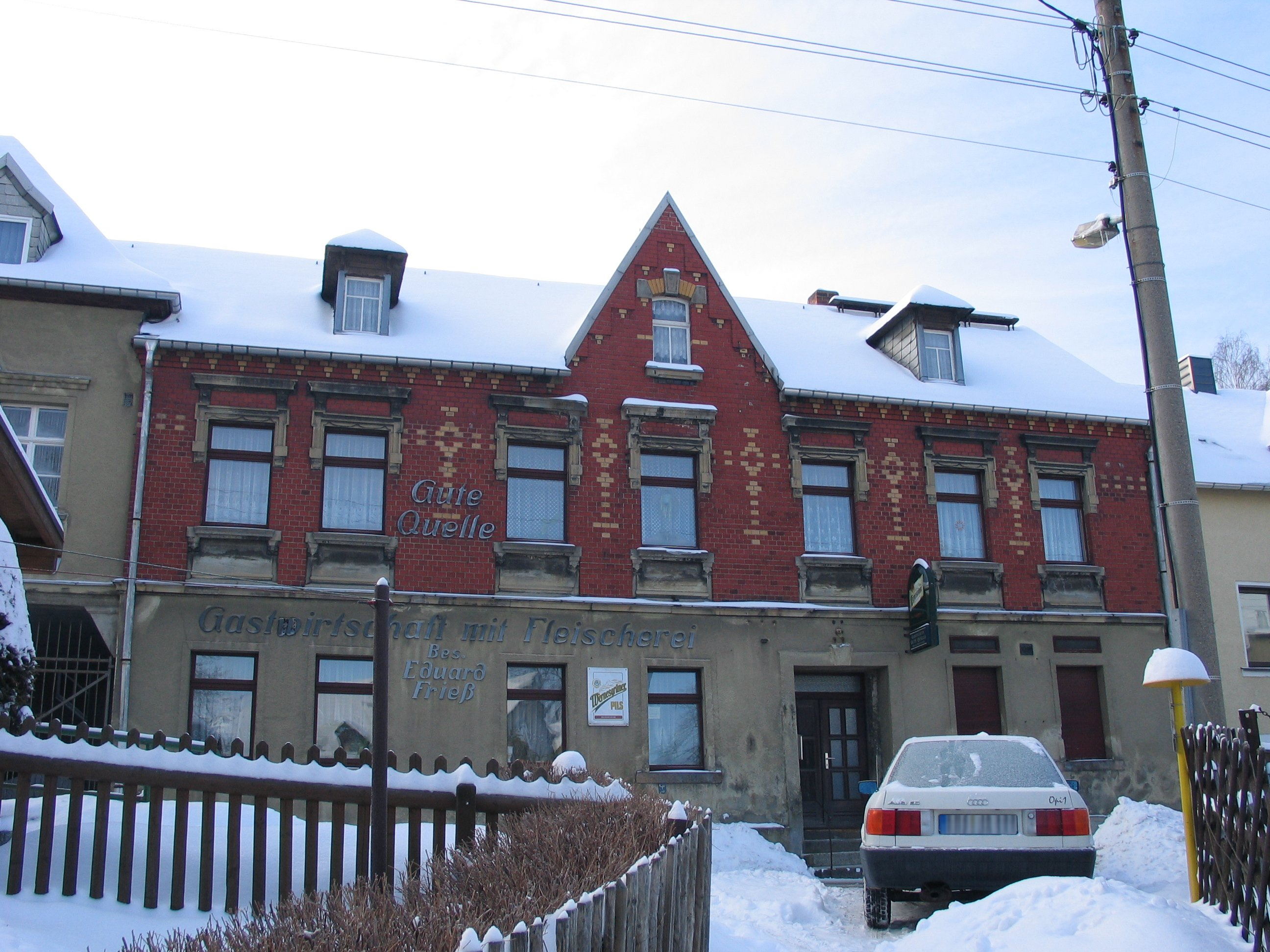
Früheres Gasthaus „Gute Quelle mit Fleischerei. Bes. Eduard Frieß“

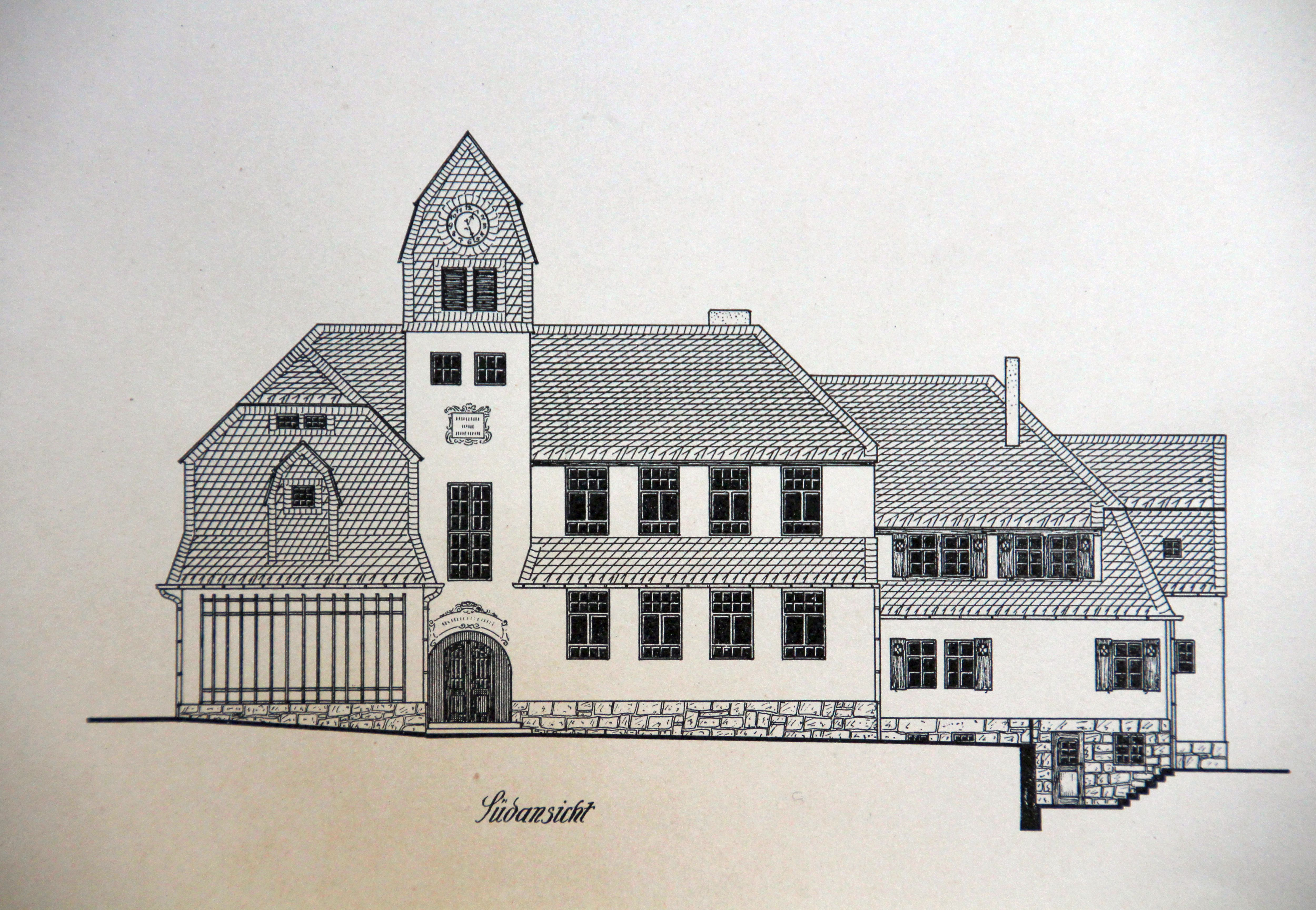
August Grothes Entwurf der Hammerschule von 1908

Die in der Straße der Einheit Nr. 3 gelegene, im Jahr 2017 geschlossene Gaststätte mit der Aufschrift auf der Fassade "Gute Quelle/Gastwirtschaft mit Fleischerei/Bes. Eduard Frieß", errichtet um 1900, ist ein Kulturdenkmal. Das sächsische Landesamt für Denkmalpflege beschreibt das Denkmal:
Gasthaus mit zeittypischer Klinkerfassade, angebauter »Fremdenhof« späterer Putzbau mit historischer Beschriftung, Zeugnis des historischen Fremdenverkehrs im Ort, von baugeschichtlicher und ortsgeschichtlicher Bedeutung Gaststätte: zweigeschossiger Massivbau, EG verputzt, Obergeschoss rot verklinkert, mit historisierenden Fensterumrandungen und kleinem Ziergiebel, Satteldach mit stehenden Dachgauben, Anbau: zweigeschossiger Massivbau, verputzt, Einfahrt (vergittert) im EG, vergitterte Stallfenster, Obergeschoss mit Fenstergruppe über Einfahrt durch Quetschstuck (Fruchtgirlande und Weinglas) betont, historische Beschriftung in Zinklettern: "Gute Quelle / Gastwirtschaft mit Fleischerei / Bes. Eduard Frieß" und am Anbau: "Fremdenhof-Autogarage-Centralheizung".
Die Gastwirtschaft wird schon im Adressbuch für 1894 erwähnt. Der Besitzer Eduard Frieß hatte eine Anzeige geschaltet, in der er sein Gasthaus bewarb: „freundliche Zimmer, gute Betten von 30 Pfg. an“, „vorzügliche Speisen und Getränke“, „jeden Freitag Schweineschlachten“.

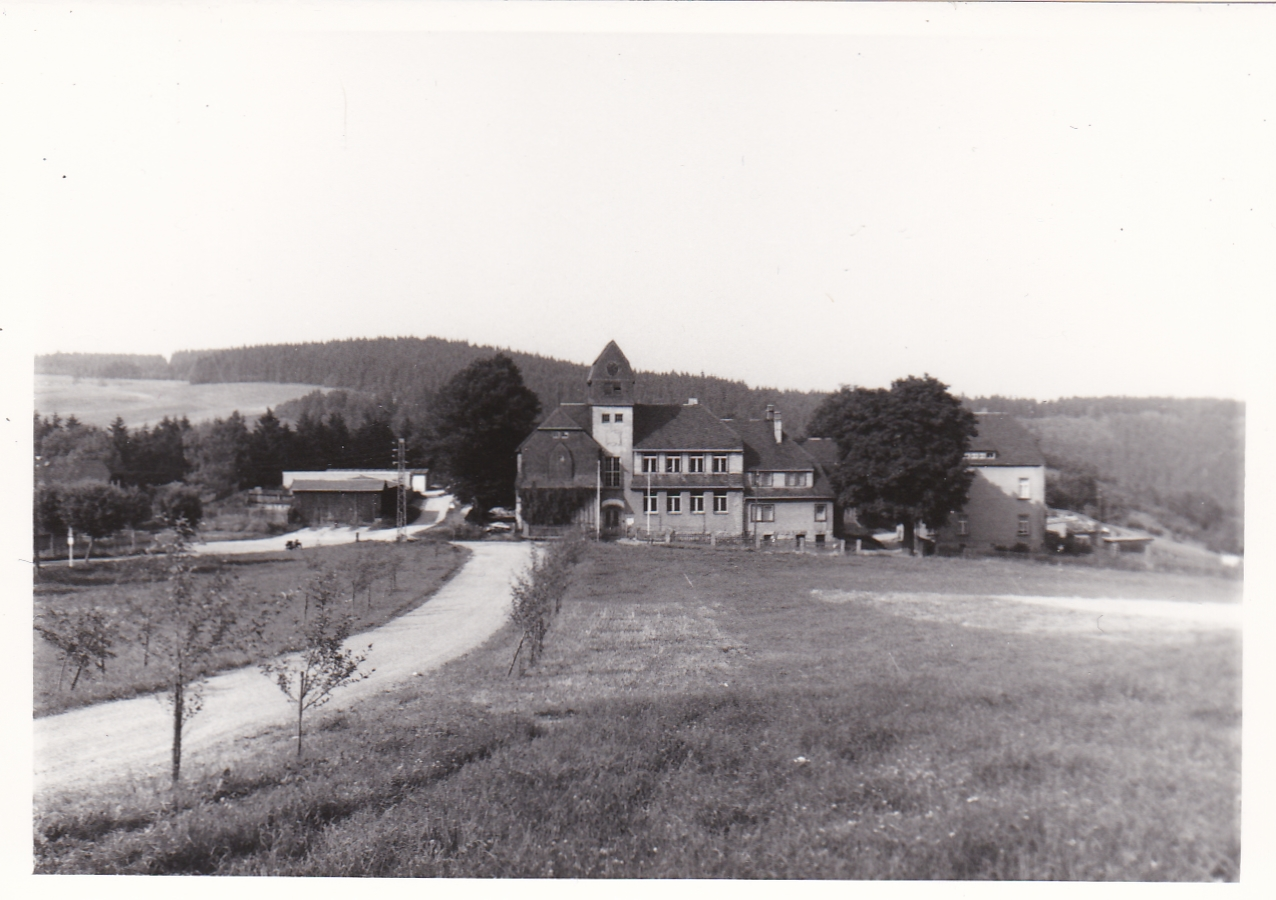
1960er Jahre: Die Umgebung der Hammerschule noch weitgehend ohne Bauten

Im Jahr 1908 wurde eine neue Schule für Schönheiderhammer nach Plänen des Dresdner Architekten August Grothe errichtet, nachdem die bisherige aus dem Jahr 1881 abgebrannt war. Damals gehörte dieser Bereich noch zur Gemeinde Schönheiderhammer. Bei mehrfachen Umbauten und der Entfernung des schon in den 1960er oder 1970er Jahren seiner Glocke beraubten Turmes blieb von der Konzeption des Architekten Grothe, der dem Reformstil anhing, nichts übrig. In den 2010er Jahren baute die Gemeinde Schönheide das Gebäude für den Kindergarten „Hammerschulzwerge“ aus.
Zur DDR-Zeit spielte die im Schädlichsberg gelegene Kohlenhandlung Engelhardt für die Versorgung der Haushalte in ganz Schönheide mit Kohlen eine große Rolle.
Auf früheren landwirtschaftlich genutzten Flächen entstanden in der DDR-Zeit und nach 1990 mehrere Mehrfamilienhäuser und zahlreiche Einfamilienhäuser.

## Wirtschaft und Infrastruktur

### Wirtschaft
In der DDR-Zeit lagen im Bereich des „Vogelherds“ die Stallungen, Scheunen, Garagen sowie Werkstatt- und Lagerräume der Landwirtschaftlichen Produktionsgenossenschaft (LPG) „Vorwärts“. Diese 1956 entstandene und 1960 zu einer sogenannten Typ-3-LPG umgewandelte LPG hatte sich nach Experimenten mit Rinderoffenställen und der Milchproduktion etwa von den 1970er Jahren an auf die Färsenaufzucht spezialisiert. 1979 wurde durch einen Brand eine Scheune mit Vorräten vernichtet. Eine Nachfolgeeinrichtung für die LPG entstand nach 1990 nicht. Die Gebäude der LPG stehen noch, ein Wiedereinrichter nutzt einen der Ställe. Nach einigen Jahren der Schafhaltung betreibt er seit den 2010er Jahren die Viehhaltung mit einer Mutterkuhherde, für die er auch Futterpflanzen anbaut. Einige der früheren LPG-Gebäude wurden umgebaut und werden im 21. Jahrhundert von einer Reihe von Wirtschaftsbetrieben genutzt. Dies sind im Wesentlichen Baufirmen wie Dachdeckerei, Zimmerei sowie eine Bausanierungs-, Holz- und Bautenschutzfirma.

### Verkehr
Das Gebiet wird im Wesentlichen von der „Straße der Einheit“ erschlossen. Diese geht im unteren Teil von Schönheide von der Hauptstraße ab und erreicht die Gebäude mit einer Reihe von Stichstraßen. Außerdem führt von der Nähe des Rathauses die „Mittelstraße“ in Richtung Schädlichsberg. Die Straßen „Heiterer Blick“ und „Am Vogelherd“ ergänzen die Erschließung. Letztere Straße erinnert an die in Landkarten als „Vogelherd“ bezeichnete Erhebung in diesem Ortsteil. Der Fernwanderweg Görlitz-Greiz führt durch den Ortsteil.

### Friedhof
Der im Jahr 1996 eröffnete und in den 2010er Jahren erweiterte Friedhof der Gemeinde Schönheide hat eine Halle mit einer Orgel für Trauerfeierlichkeiten. In einem Dachreiter hängt eine Glocke. Ein Gedenkstein für die Opfer von Krieg und Gewaltherrschaft erinnert an die Toten der beiden Weltkriege des 20. Jahrhunderts. Er ersetzt auch eine Reihe von früheren Gedenkorten an anderen Stellen des Gemeindegebiets aus der DDR-Zeit. Es ist dies der dritte Friedhof in der Geschichte des Dorfes. Der erste lag in der Dorfmitte gegenüber der Martin-Luther-Kirche. Von 1839 bis 1995 bestand der zweite Friedhof am Nordhang des Berges Knock. Er wird als Alter Friedhof bezeichnet.